# Comitato Olimpico e Sportivo Rumeno
Il Comitato Olimpico e Sportivo Rumeno (in romeno Comitetul Olimpic și Sportiv Român) è un'organizzazione sportiva rumena, nata nel 1914 a Bucarest, Romania.
Rappresenta questa nazione presso il Comitato Olimpico Internazionale (CIO) dal 1914 ed ha lo scopo di curare l'organizzazione ed il potenziamento dello sport in Romania e, in particolare, la preparazione degli atleti rumeni, per consentire loro la partecipazione ai Giochi olimpici. Il comitato, inoltre, fa parte dei Comitati Olimpici Europei.
L'attuale presidente dell'organizzazione è Octavian Morariu, mentre la carica di segretario generale è occupata da Ioan Dobrescu.